# M2o Selection
m2o Selection è un programma musicale in onda su m2o Radio.

## Storia
m2o Selection, programma nato nel 2012 è il dj set ufficiale della programmazione musicale dell'emittente nazionale di GEDI Gruppo Editoriale m2o Radio; va in onda il sabato e la domenica, la durata effettiva di ogni episodio è di 60 minuti ma gli appuntamenti possono variare secondo le esigenze della direzione. 
I DJs coinvolti nella selezione e miscelazione musicale del programma sono: Carlo Prevale, Alex Nocera ed Eddy Costella. Dal 2018, ogni singola puntata di m2o Selection viene inoltre condotta in voce da uno degli speaker dell'emittente.